# بورتون ليفين
بورتون ليفين (بالإنجليزية: Burton Levin)‏ هو دبلوماسي أمريكي، ولد في 28 سبتمبر 1930 في نيويورك في الولايات المتحدة، وتوفي في 31 أكتوبر 2016.

## وصلات خارجية
- بورتون ليفين على موقع إن إن دي بي (الإنجليزية)